# Rally de Francia - Alsacia
El Rally de Francia-Alsacia es una prueba de rally que se celebra en Alsacia, Francia y es puntuable para el Campeonato del Mundo de Rally desde 2010. La prueba entró en el calendario en sustitución del Rally de Córcega, que fue puntuable por última vez en 2008 y se disputa sobre tramos de asfalto en los alrededores de la ciudad de Estrasburgo. La federación francesa de automovilismo impulsó esta prueba cimentada sobre el Rally de Alsacia - Vosges, prueba puntuable para el campeonato francés. Se asemeja por sus características al Rally de Alemania, con sede este en Tréveris, muy cerca de Alsacia.
En 2015, se anunció que el Rally de Francia - Alsacia no formará parte del Campeonato Mundial de Rally, debido a la falta de apoyo económico.

## Historia
La primera edición, en 2010, fue un triunfo doble para el francés Sébastien Loeb, puesto que ganó la prueba y su séptimo título, con el aliciente de haber corrido en casa, puesto que él nació en la región de Alsacia y fue muy arropado por la afición francesa.
La segunda edición del rally, celebrada en 2011 fue retransmitida en directo por internet, desde el sitio web www.wrc.com. En esa ocasión el vencedor fue de nuevo un piloto de Citroën en este caso Sébastien Ogier, que se impuso con un Citroën DS3 WRC.
En 2012, Loeb repitió lo sucedido en 2010, consiguió la victoria y se aseguró matemáticamente el campeonato de pilotos. La prueba se caracterizó por su masiva afluencia de público que obligó a la organización la cancelación del décimo segundo tramo.

## Palmarés
| Año  | Edición                      | Piloto             | Copiloto         | Automóvil             | Series |
| ---- | ---------------------------- | ------------------ | ---------------- | --------------------- | ------ |
| 2010 | 1º Rallye de France - Alsace | Sébastien Loeb     | Daniel Elena     | Citroën C4 WRC        | WRC    |
| 2011 | 2º Rallye de France - Alsace | Sébastien Ogier    | Julian Ingrassia | Citroën DS3 WRC       | WRC    |
| 2012 | 3º Rallye de France - Alsace | Sébastien Loeb     | Daniel Elena     | Citroën DS3 WRC       | WRC    |
| 2013 | 4º Rallye de France - Alsace | Sébastien Ogier    | Julian Ingrassia | Volkswagen Polo R WRC | WRC    |
| 2014 | 5º Rallye de France - Alsace | Jari-Matti Latvala | Miikka Anttila   | Volkswagen Polo R WRC | WRC    |